# Hodenhagen
Hodenhaguen est une commune de l'arrondissement de la Lande (Heidekreis), en Basse-Saxe, 
Allemagne.

## Géographie
Hodenhagen se situe à l'est de la rivière Aller dans la vallée de l'Aller-Leine-Tal. Les communes voisines sont Walsrode, Eickeloh, Grethem, Ahlden,  Böhme et Hademstorf.

## Histoire
La ville de Hogenhagen était désignée sous le nom de de Hode vers 1168, Hude en 1171, et apparaît dans les mentions de Hermanno Hodenhagen en 1262 et en 1267 Henricus de Hodenhagene.
La famille noble de von Hodenberg résidait au Château de Hodenhagen, mentionné pour la première fois en 1244 et qui était situé à environ 1 km à l'est du village actuel, qui était alors une zone inhabitée à proximité d'un gué important de la rivière Meiße. Le château avait déjà été rasé lors des conflits armés en 1289. Ce château était réputé être la demeure du kobold Hinzelmann. Selon la légende, dans les années 1584-1588, le Kobold Hinzelmann fit toutes sortes de farces aux résidents et aux invités du château d'Hudemühlen.
Vraisemblablement, le premier château Hodenhagen était uniquement constitué d'une cour et consistait en une forteresse défensive. En 1448, Hudemühlen est mentionné comme un château qui, selon les cartes, était encore entouré de murs au XVIIe siècle. Au XVIe siècle, le château-fort fut transformé en un magnifique château Renaissance, avec des éléments en  construction à colombages. Il se composait de trois bâtiments principaux et d'un bâtiment de ferme. Il possédait également une tour ronde et une tour rectangulaire. Le château fut détruit au début du XIXe siècle. En 1856, Une pierre commémorative a été érigée sur l'ancien site. 
La communauté de Hodenhagen, qui appartient aux Samtgemeinde Ahlden, est relativement jeune. Elle a été fondée le 1er octobre 1936 lorsque les communautés de Riethagen, Hudemühlen-Burg et Hudemühlen-Flecken ont fusionné. Les quartiers eux-mêmes sont beaucoup plus anciens, la première mention documentée des colonies Riethagen et Hudemühlen remonte à l'année 1330. Le nom historique de la famille  von Hodenhagen a été choisi pour la communauté établie en 1936.
La commune de Hodenhagen, est relativement jeune. Elle a été créée le 1er octobre 1936 lorsque les communes de Riethagen, Hudemühlen-Burg et Hudemühlen-Flecken ont fusionné. Certains quartiers sont plus anciens, la première mention documentée d'habitat à Riethagen et Hudemühlen remonte à l'année 1330. Le nom historique de la famille  von Hodenhagen a été choisi pour la nouvelle commune en 1936. 

## Tourisme
- Le petit temple protestant Saints-Thomas-et-Marie a été reconstruit en 1768. Le chœur voûté date de 1424.
- Le parc animalier Serengeti-Park se situe à la sortie de Hodenhagen
- Le Brinkfest se tient à Hodenhagen chaque année, le troisième samedi du mois d'août ; c'est un événement qui concerne les habitants du canton du Heidekreis.

## Enseignement
- Une école primaire
- un collège

## Économie
- Des entreprises de transformation sont situées dans la zone commerciale de l'aéroport.
- Il y a aussi deux banques, trois boulangers, quelques médecins, deux supermarchés, deux stations-service

## Infrastructures
- Hodenhagen est à proximité de l'autoroute A 7 (sortie Westholz)
- La ligne ferroviaire Buchholz - Hanovre (Heidebahn) relie Hodenhagen à Hanovre et Buchholz in der Nordheide. La liaison pour Hambourg-Harburg est possible le week-end et les jours fériés. L'opérateur est la société de chemins de fer "erixx".
- Un service de bus bus fonctionne principalement pendant les heures de classe.
- À l'est de Hodenhagen se trouve l'aérodrome de Hodenhagen (EDVH), est utilisé par l'aviation générale.
- Le siège administratif de la communauté de communes d'Ahlden est situé à Hodenhagen.

## Personnalités liées à la commune
- Bodo von Hodenberg (1604–1650), administrateur et poète.
- Reinhard von Adelebsen (1826–1883), membre du parlement de Hundemühlen.
- Bodo von Hodenberg (1826–1907), homme politique et journaliste, Ministre d'État du Hanovre.

## Anecdote
- Une série de dessins animés "Monsters of Kreisklasse" produite par NDR et Radio Bremen raconte les aventures d'une petite équipe de football fictive appelée "Borussia Hodenhagen".